# Germaria angustata
Germaria angustata är en tvåvingeart som först beskrevs av Zetterstedt 1844.  Germaria angustata ingår i släktet Germaria och familjen parasitflugor. Arten är reproducerande i Sverige. Inga underarter finns listade i Catalogue of Life.